# آلگرا پولاک
آلگرا پولاک (سیریلیک صربی: Аллегра Пољак؛ زادهٔ ۵ فوریهٔ ۱۹۹۹) بازیکن فوتبال اهل صربستان است.
از باشگاه‌هایی که در آن بازی کرده‌است می‌توان به باشگاه فوتبال رئال سوسیداد اشاره کرد.
وی همچنین در تیم‌های ملی فوتبال Serbia women's national under-17 football team, Serbia women's national under-19 football team، و Serbia women's national football team بازی کرده‌است.